# Pellevoisin

Pellevoisin este o comună în departamentul Indre, Franța. În 1 ianuarie 2022 avea o populație de 794 de locuitori.